# Luis Jerónimo de Cabrera

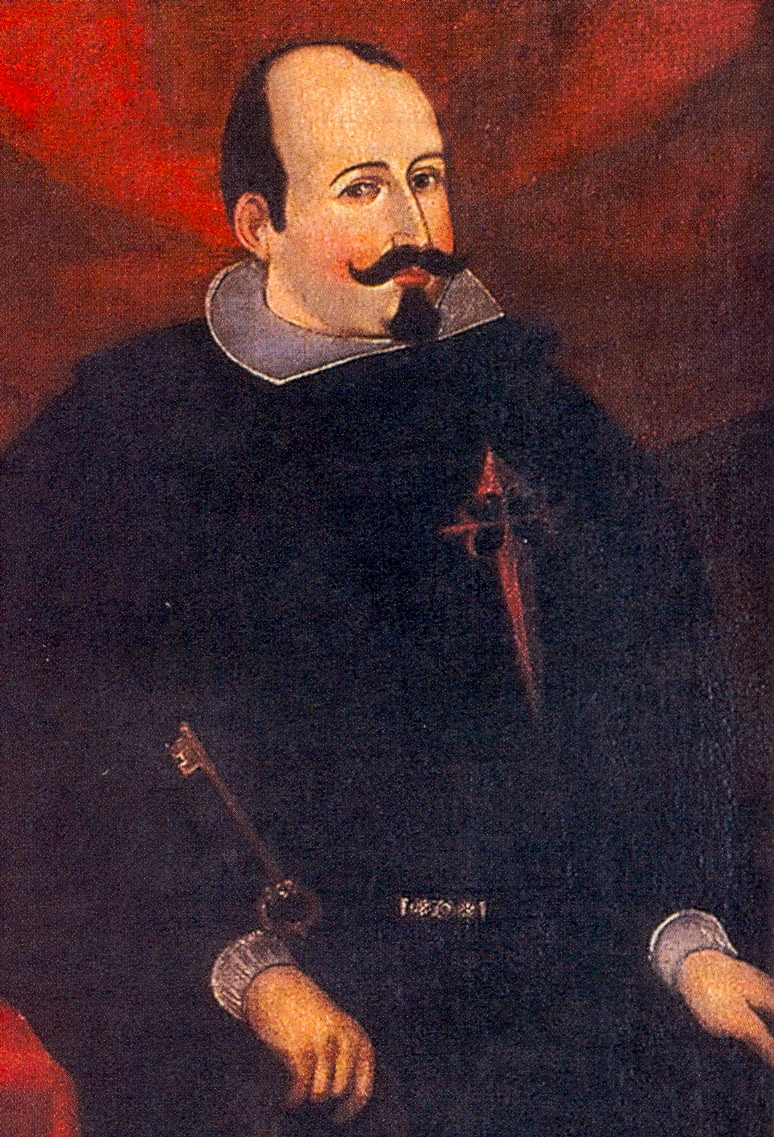
Luis Jerónimo de Cabrera

Luis Jerónimo Fernández de Cabrera Bobadilla Cerda y Mendoza (Madrid, Espanha, 1589 - 1647) foi um nobre espanhol que ocupou os cargos de Capitão-general e vice-rei do Peru de 14 de janeiro de 1629 até 18 de dezembro de 1639. Diz-se que sua esposa, Ana de Osório (1599-1625), foi um dos primeiros europeus a ser tratado com quinina, e a responsável pela introdução desta droga na Europa.

## Nascimento
Fernández de Cabrera Bobadilla nasceu em Madrid em uma família próxima ao trono espanhol. Seus pais eram Diego Fernández de Cabrera, terceiro Conde de Chinchón, e Inés Pacheco, filha do marquês de Villena e duque de Escalona, Diego López Pacheco, e Luisa Bernarda de Cabrera Bobadilla, terceira marquesa de Moya. Os pais de Don Luis eram primos de primeiro grau.

## Vice-rei do Peru
Tornou-se vice-rei do Peru em 1629. Durante seu governo, reprimiu uma revolta dos índios Uru e Mapuche. Também organizou uma terceira expedição destinada a explorar o Amazônia, liderada por Cristóbal de Acuña, que fez parte do grupo que voltou da expedição de Pedro Teixeira. Ampliou a marinha colonial e fortificou o porto de Callao.
Entre seus atos oficiais estavam a proibição de comércio direto entre o Peru e a Nova Espanha (México) e a perseguição dos judeus portugueses, os principais comerciantes de Lima.
Fundou também duas cadeiras de medicina na Universidade de San Marcos.

## Quinina
Em um relato publicado em 1663 por Sebastiano Bado, um italiano, foi feita a seguinte alegação: Em 1638, a Condessa de Chinchon adoeceu gravemente, com febre terçã (malária). Juan López de Canizares, governador de Loxa, escreveu ao vice-rei explicando que ele havia sido recentemente curado pela casca da árvore quinaquina e recomendando o mesmo remédio para a vice-rainha. O governador foi chamado para Lima, o medicamento foi administrado e a condessa foi curada. Em 1639, de acordo com Bado, a condessa voltou à Espanha, trazendo uma grande quantidade da casca com ela. Esta foi a primeira introdução do quinino na Europa.
Em 1930 foi encontrado o diário oficial do vice-rei Fernández de Cabrera. Este diário contraria muitas das afirmações feitas por Bado. Afirma que Ana de Osório, a primeira condessa de Chinchón, morreu na Espanha, pelo menos três anos antes de seu marido ser nomeado vice-rei do Peru. Foi sua segunda esposa, Francisca Henríquez de Ribera, que acompanhou o Conde pela América, onde ela gozava de excelente saúde. O próprio conde teve febre, mas nunca foi tratado com a casca. Sua segunda esposa, então, nunca retornou à Espanha. Morreu no porto de Cartagena das Índias durante a viagem de regresso.
À luz dessas revelações, todos os contos de Bado receberam pouca consideração pelos historiadores. Em vez disso, acredita-se que foi o jesuíta Bernabé Cobo (1582-1657), que explorou o México e o Peru, introduzindo o Quinquina na Europa. Ele trouxe as cascas de Lima para a Espanha, e depois para Roma e outras partes da Itália, em 1632.
O botânico sueco Carolus Linnaeus chamou de quinino o gênero produzido por árvores Cinchona em homenagem à condessa.

## De volta à Espanha
Na conclusão do seu mandato como vice-rei em 1639, Fernández de Cabrera retornou à Espanha, onde se tornou um conselheiro de Estado e acompanhou o rei Filipe IV de Espanha, em campanha por Navarra, Aragão e Valência. Morreu em 1647, em Madrid.